# Lagnieu
Lagnieu település Franciaországban, Ain megyében. Lakosainak száma 7321 fő (2022. január 1.). Lagnieu Leyment, Sainte-Julie, Saint-Sorlin-en-Bugey, Saint-Vulbas, Vaux-en-Bugey és La Balme-les-Grottes községekkel határos.

## Népesség
A település népességének változása:
| Lakosok száma | 4162 | 5594 | 5686 | 6643 | 6889 | 7022 | 7143 | 7161 | 7214 | 7321 |
|               | 1968 | 1982 | 1990 | 2006 | 2013 | 2015 | 2017 | 2019 | 2020 | 2022 |